# Határszög (optika)

A határszög fogalma

A határszög azt határozza meg, hogy a fény egy optikailag sűrűbb közegből egy optikailag ritkább közeg határához érkezve hogyan halad tovább: megtörik, vagy teljes fényvisszaverődés történik.

## Értelmezése
Ha a fény az optikailag sűrűbb közegből az optikailag ritkább közeg határfelületéhez érkezve törik meg, akkor α < β, azaz a törési szög nagyobb, mint a beesési szög. Ha növeljük a beesési szöget, a törési szög is nő, mígnem eléri a 90°-ot. Ekkor a fény nem lép be a második közegbe, hanem annak felülete mentén halad tovább. Azt a beesési szöget, amelynél a törési szög β = 90°, határszögnek nevezzük. Jelölése: αh. A határszög értéke a törésmutatóból a Snellius–Descartes-törvény alapján kiszámítható.
{\displaystyle {\sin \alpha _{\mathrm {h} }=n_{2,1}}\,\!} 
A beesési szög és a határszög nagyságától függően három eset lehetséges:
- Ha α < αh, a fény belép a második közegbe, megtörik, és a beesési merőlegessel β szöget bezárva halad tovább.
- Ha α = αh, a fény a két közeg határfelülete mentén halad tovább.
- Ha α > αh, a fény nem törik meg, hanem teljes egészében visszaverődik. Ezt a jelenséget nevezzük teljes fényvisszaverődésnek vagy totálreflexiónak.

## A határszög értéke néhány anyagnál
A nátrium D vonalának hullámhosszánál (λ = 589,3 nm); a ritkább közeg 20 °C-os, 101 325 Pa nyomású levegő.
| Anyag                     | αh      |
| ------------------------- | ------- |
| etil-alkohol              | 47° 16' |
| glicerin                  | 42° 47' |
| gyémánt                   | 24° 26' |
| jég, rendes sugár         | 49° 48' |
| jég, rendellenes sugár    | 49° 42' |
| kősó                      | 40° 21' |
| kvarc rendes sugár        | 40° 21' |
| kvarc rendellenes sugár   | 40° 04' |
| mészpát rendes sugár      | 40° 21' |
| mészpát rendellenes sugár | 40° 04' |
| üveg (bór-korona, BK–1)   | 41° 29' |
| üveg (flint, F–3)         | 38° 19' |
| üveg (nehézflint, F–4)    | 34° 44' |
| víz                       | 48° 31' |

## Lásd még
- Fénytörés
- Fényvisszaverődés
- Optika
- Teljes fényvisszaverődés